# シルバー・ブレット
シルバー・ブレット (Silver Bullet) は、ジンをベースとするカクテルであり、ショートドリンク（ショートカクテル）に分類される。カクテル名は「銀の弾丸」という意味。魔除けや厄払いの酒として有名。

## 標準的な分量
- ドライ・ジン 2/4
- キュンメル 1/4
- レモンジュース 1/4

### 作り方
ジン、キュンメル、レモン・ジュースをシェークして、カクテル・グラス（容量75〜90ml程度）に注げば完成である。なお、レモン・ジュースは、その場でレモンを絞ったものを使用するのがベストであるが、市販のジュースを用いても良い。

### 備考
シェーク以外の方法で作ることがあるものの、基本的にはシェークによって作る。

## バリエーション
- レモン・ジュースを入れずに、その分、キュンメルを増量すれば、すなわち、ジンとキュンメルを等量ずつにすれば、「シルバー・ストリーク」となる。

  - ただし、「シルバー・ストリーク」には、同名で別な処方もあり、それは「ドライ・ジン ： イエーガーマイスター ＝ 2：1」というものである[1]。
- ベースのジンをウォッカに変え、レモン・ジュースをライム・ジュースに変えれば、「タワーリシチ」（タワリッシ）となる。

## 主な参考文献
- 稲 保幸 『洋酒とカクテル入門』 日東書院 1987年2月10日発行 ISBN 4-528-00361-9